# Kongeåmuseet
Kongeåmuseet i Vamdrup blev oprettet i 1973 og flyttede i 1985 ind i byens tidligere stationsforstanderbolig. Den blev opført i 1899 og var meget stor fordi Vamdrup Grænsebanegård var Danmarks fjerdestørste jernbanestation.
Museet rummer udstillinger om Kongeågrænserne, både statsgrænsen mellem Danmark og Tyskland 1864-1920 og den toldgrænse, der adskilte Nørrejylland fra Hertugdømmet Slesvig gennem næsten 500 år. Der er en stor model af den gamle grænsebanegård i forholdet 1:87. Desuden rummer bygningen minder om grænsestationsbyen, der opstod efter 1866, hvor strækningerne Vojens-Vamdrup på den tyske side og Fredericia-Vamdrup på den danske side blev indviet.
Museet har også skolestue, gammeldags køkken, stuen fra Vamdrup Vandmølle samt udstillinger af legetøj og håndarbejde. Museet drives af frivillig arbejdskraft. 